# Cantó de Prada
El cantó de Prada és una divisió administrativa francesa, situada dins de la Catalunya Nord, al departament dels Pirineus Orientals.

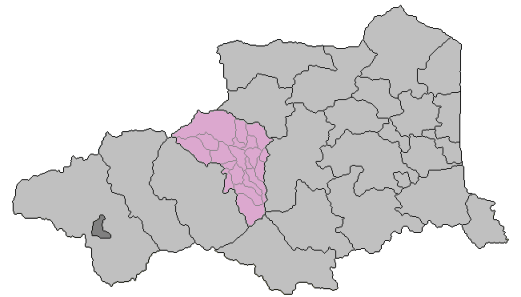
Cantó de Prada respecte els Pirineus Orientals

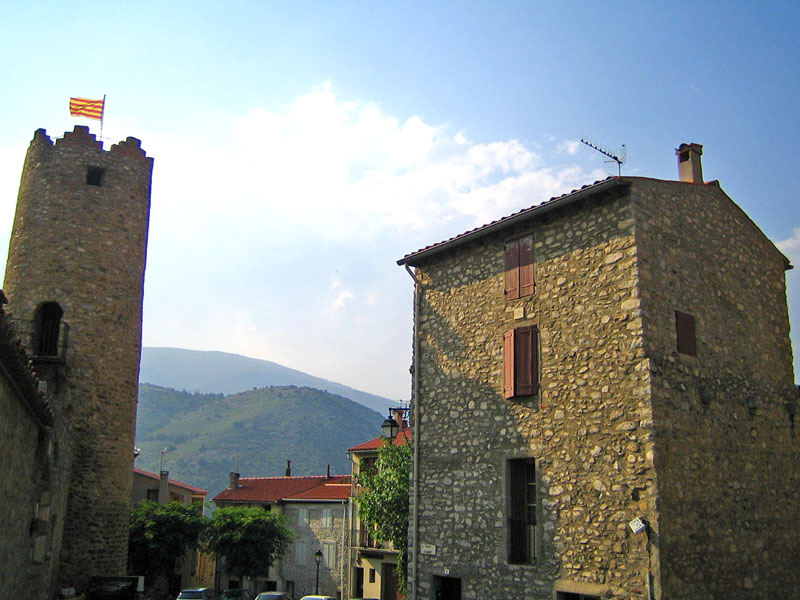
Cornellà de Conflent

## Composició
El cantó de Prada està compost per 20 municipis, tots formen part de la comarca del Conflent:
- Prada (capital del cantó)
- Vernet
- Rià i Cirac
- Catllà
- els Masos
- Cornellà de Conflent
- Eus
- Codalet
- Fullà
- Taurinyà
- Mosset
- Vilafranca de Conflent
- Molig
- Clerà
- Fillols
- Castell de Vernet
- Campome
- Noedes
- Conat
- Orbanyà

## Consellers generals
| Període     | Conseller               | Partit      | Càrrecs                                                                                    |
| 1931 - ?    | Joseph Rous             | SFIO        | Diputat (1932-1942) Regidor de Prada (1925-?)                                              |
| 1945 - 1949 | Monteil                 | PCF         |                                                                                            |
| 1949 - 1955 | Joseph Rous             | SFIO        | Diputat (1932-1942) Regidor de Prada (1925-?)                                              |
| 1955 - 1979 | André Tourné            | PCF         | Diputat (1946-1958, 1962-1968 i 1973-1986)                                                 |
| 1979 - 1985 | Jean-Pierre Lannelongue | Independent | Alcalde de Vilafranca de Conflent (1965-1995)                                              |
| 1985-1992   | Guy Malé                | UDF         | Senador (1983-1987) President del Consell General (1982-1987) Alcalde de Prada (1983-1987) |
| 1992 - 1998 | Jean-Luc Malé           | DVD         |                                                                                            |
| 1998 -      | Guy Cassoly             | PCF         | Alcalde dels Masos (1983-)                                                                 |